# ジョセリン・アローヨ・ルイス
ジョセリン・アローヨ・ルイス（Joselyn Arroyo Ruiz、1994年4月10日 - ）は、メキシコのプロボクサー。元WBA女子世界ライトフライ級暫定王者。

## 来歴
2011年2月4日、ハリスコ州グアダラハラのアレナ・コリセオでマリセラ・エルナンデス・ロヨラとデビュー戦を行い、4回3-0（3者とも40-35）の判定勝ちを収めデビュー戦を白星で飾った。
2012年7月21日、バハ・カリフォルニア州ティフアナのアウディトリオ・ムニシパルでジャズミン・メサと対戦し、4回10秒メサの棄権によるTKO勝ちを収めた。
2012年9月29日、ソノラ州エルモシージョのエスタディオ・エクトル・エスピーノでマリア・グアダルーペ・グスマンと対戦し、4回TKO勝ちを収めた。
2012年10月25日、バハ・カリフォルニア州ティフアナのラス・プルガスでヤディラ・トレホとNABF女子北米フライ級王座決定戦を行い、2回1分33秒TKO勝ちを収め王座獲得に成功した。
2013年2月15日、ハリスコ州サポパンのエル・グラン・メキシカーノで神田桃子と対戦し、3-0の判定勝ちを収めNABF王座の初防衛に成功した。
2013年11月2日、ソノラ州エルモシージョのセントロ・デ・ウソス・ムルティプレスでマリア・グアダルーペ・グスマンと対戦し、6回3-0（59-55、2者が58-56）の判定勝ちを収め1年2ヵ月ぶりの再戦を制した。 
2014年11月8日、ヌエボ・レオン州モンテレイのヒムナシオ・ヌエボ・レオンでマイェラ・ペレスと対戦し、10回3-0（2者が98-92、97-93）の判定勝ちを収めた。
2015年3月21日、チアパス州タパチュラのパレンケ・デ・ラ・フェリア・メソアメリカーナでマリベル・ラミレスとWBA女子世界ライトフライ級暫定王座決定戦を行い、12回2-1（94.5-95、96-94.5、98-94）の判定勝ちを収め王座獲得に成功した。 
2017年2月18日、Jazmin Gonzalezとノンタイトルで対戦も判定でプロ初黒星。

## 獲得タイトル
- NABF女子北米フライ級王座
- WBA女子世界ライトフライ級暫定王座